# Blogroman
Ein Blogroman ist ein in Form eines Blogs im Internet publizierter Romantext. Dabei werden die einzelnen Romanpassagen nacheinander als aufeinander folgende Blog-Posts veröffentlicht. Die Benutzung des Begriffs Roman impliziert nicht, dass ein Buch (also ein Text mit einer verbindlichen, dauerhaften Fassung) im Entstehen begriffen sei. Der Ausdruck einer Reihe einzelner Blogbeiträge in Buchform stellt bei Blogromanen eher die Ausnahme als den Regelfall dar.
Abhängig von der Intention und der seitens des Autors vorgesehenen interaktiven Einbeziehung des Publikums in den Entstehungsprozess des Textes können Leser die jeweiligen Textsequenzen dabei kommentieren oder aber auch direkt über ihre Vorschläge und Wünsche auf den Fortlauf und Inhalt der Romanhandlung Einfluss nehmen.
Als exemplarisch für die unterschiedlichen Ausgestaltungsmöglichkeiten dieses interaktiven Raumes zwischen Autor und Leser können die etwa gleichzeitig im deutschsprachigen Raum entstandenen Blogroman-Projekte Sechzig Grad von Karen Liller und Wrangelstraße von Sebastian Kraus angeführt werden, außerdem Die Papiere des PentAgrion von Jules van der Ley und das damit verbundene „Sachbuch“ Die Akte PentAgrion sowie Alban Nikolai Herbsts Blogroman Die Fenster von Sainte-Chapelle.
Während Liller ihre Leser im Rahmen eines parallel zum Blogroman entstehenden Roman-Blogs aktiv in den eigenen Schreibprozess mit einbezieht, bei offenen Fragen oder Problemen darin um Rat befragt oder über die Namensgebung einer neu hinzu kommenden Romanfigur abstimmen lässt, ist die Mitwirkung der Leser bei Kraus zunächst auf die Möglichkeit beschränkt, den Romantext zu kommentieren. Dafür bindet der Autor hier die ihm zugegangenen Kommentare und Leserstimmen in eigenen Textsequenzen und in fiktionaler Verfremdung direkt in den Romanzusammenhang mit ein. Herbsts Blogroman wiederum entstand direkt während eines kurzen Paris-Aufenthalts und wurde gleichzeitig in dessen literarischem Blog publiziert und von den Lesern kommentiert. Während der Veröffentlichung der einzelnen Teile entwickelte sich eine lebhafte poetologische Diskussion, an der auch der Autor teilnahm. Aus literaturtheoretischer Perspektive stellt sich dadurch die Frage nach einer veränderten Autorenschaft in Blogromanen. Einerseits ist durch die Co-Produktion der Leser die Autorenschaft nicht mehr eindeutig einem einzelnen Autor zuzuordnen, andererseits verfügen Blogromane durch die direkte Interaktion zwischen Autor und Leser über einen performativen Charakter, der für Formen literarischer Kommunikation bis dato untypisch war.
Als literarischer Text, der im World Wide Web entsteht, ist der Blogroman aus literaturwissenschaftlicher Sicht dem Bereich der Netzliteratur zuzuordnen. Daran schließt sich die Frage nach dem Einfluss des medialen Dispositivs auf Textgenese und Textrezeption an. Um den medialen Einfluss auf Textproduktion und -rezeption zu untersuchen, können Blogromane als kommunikative literarische Gattung konzipiert werden.
Die Veröffentlichung des Romantextes in fortlaufenden Fortsetzungen kann dabei literaturgeschichtlich auch als zeitgenössische Anknüpfung an die literarische Tradition des Fortsetzungsromanes oder als deren Erweiterung und Umschreibung betrachtet werden.
Gelegentlich werden Postings in Blogs zusammengefasst und als Druckwerke verkauft. Das trifft z. B. auf Bücher von Frau Freitag, Autorin des Blogs „Wo drückt denn der Schuh?“, zu, von denen zwei sogar zu Printmedien-Bestsellern (jeweils Platz 1 der „Spiegel“-Bestsellerliste für die beiden ersten Taschenbücher in den Jahren 2011 und 2012) wurden. Andere Postings werden für die Druckfassung so aufbereitet, dass eine Mischung aus Blogeinträgen und Kommentaren eines Romanerzählers entsteht.